# 幕政改革
幕政改革（ばくせいかいかく）は、幕府政治において財政や制度、統治などの改革や諸政策を指す。一般に、単に幕政改革と言った場合には、江戸時代に江戸幕府が行った、特に享保の改革・寛政の改革・天保の改革の3つを指し、三大改革と呼ぶのが史学上の慣例となっている。しかし、それ以外にも大規模な財政・制度改革は行われており、正徳の治や田沼時代など「改革」と付かないものもある。
本項では、江戸時代に行われた幕政改革や、制度に大きな影響を与えた政策変更について概説する。

## 三大改革論
一般に江戸時代の改革というと、享保の改革・寛政の改革・天保の改革の3つを指し、これらを三大改革と呼ぶことが通例となっている。近世日本史学において、この3つを三大改革と定義づける理解がいつから始まったかはよくわかっておらず、藤田覚は、ひとまず戦前の研究の到達点として1944年（昭和19年）の本庄栄治郎の著作『近世日本の三大改革』があることを挙げている。そもそも具体的な政策に対して「享保の改革」などと呼ぶ習わしは当時になく、「〇〇の改革」や「三大改革」という言葉は近代歴史学の造語である。ただし、天保の改革では、その最初の趣旨説明で老中・水野忠邦から将軍の上意として「享保と寛政を模倣とする」と宣言されており、享保・寛政・天保の3つを特別扱いするのは、元を辿れば、このような江戸幕府の史観を踏襲するものと藤田は指摘している。

## 各改革の内容

### 幕藩体制の成立期
初代将軍徳川家康、2代秀忠、3代家光の時代は、江戸幕府体制の確立期にあたり、この期間における諸改革は「改革」というよりもむしろ「体制固め」というべきであるため、幕政改革には含まれない。家康・秀忠の2代において（大御所時代も含む）、幕藩体制の基本的骨格が創作されていく。大名統制（武家諸法度、参勤交代、改易）、農民統制（宗門改め）、宗教政策（切支丹禁令、寺院諸法度）、朝廷政策（禁中並公家諸法度）、海禁政策（いわゆる一連の鎖国令）、譜代大名による幕政の独占など、基本的な幕府の政治制度が整えられていき、一応の完成を見たのは家光の時代である。続く4代家綱の時代は、松平信綱・酒井忠勝ら有能な老中らに恵まれ、安定した幕府政治が行われた。

### 綱吉の政治と正徳の治
しかし、安定した幕府政治も完璧という訳ではなく、様々な矛盾は当初から内包され、次第に問題化していくことになる。とりわけ幕府財政の危機は、諸国の幕府直轄金山・銀山の枯渇傾向、長崎における海外交易赤字による金銀の流出、明暦の大火・大地震・富士山の噴火などの災害復興事業による出費などから、いち早く訪れた。5代将軍となった徳川綱吉は、儒教による理念的な政治思想を掲げつつも、財政改革の必要に迫られ、勘定奉行に荻原重秀を抜擢して解決を図った。荻原は元禄小判による貨幣改鋳（金含有率を減らして貨幣流通量を増やす）によって財政問題を一時的に解決するが、結果として元禄期のインフレ状況を生じることとなり、物価の高騰を招いた。ただし現在ではこのインフレ政策（金融政策）と、綱吉と桂昌院による寺社改築など公共投資（財政政策）により、金回りが良くなって好景気となり、元禄文化が華開いたと、肯定的に見直す向きもある。また、財政以外の改革では生類憐れみの令が知られる。
6代将軍となった徳川家宣は甲府徳川家から徳川宗家を継ぎ将軍職となると、甲府藩家臣であった側用人の間部詮房や学者の新井白石を起用し、改革を行った。間部・新井が主導した改革を年号をとって「正徳の治」という。綱吉時代の政策は否定され、生類憐れみの令は撤回、勘定吟味役の創設、正徳金銀発行（デフレ政策）による綱吉時代の財政矛盾の解決などを行ったが、6代家宣、7代家継があいついで早世したため、改革は中途半端に終わった。

### 享保の改革
8代将軍となった徳川吉宗は、紀州徳川家の出身であり、それまでの幕政を主導してきた譜代大名に対して遠慮することなく、大胆に政治改革を主導することとなった。将軍吉宗自ら主導した改革を「享保の改革」と呼ぶ（1716年 - 1745年）。吉宗が最も心を砕いたのは米価の安定であった。商品流通・貨幣経済の発展に伴い、諸物価の基準であった米価は江戸時代を通じて下落を続け、「米価安の諸色高」と言われた状況にあり、米収入を俸禄の基本とする旗本・下級武士の困窮に直接つながっていたためである。そのため吉宗は、倹約令で消費を抑える一方、新田開発による米増産、検見法に代わって定免法を採用したことによる収入の安定、上米令発布による各大名からの米徴収、堂島米会所の公認など、米に関する改革を多く行ったため、「米将軍」の異名を取った。米価対策の他にも目安箱の設置、足高の制による人材抜擢制度の整備や、江戸南町奉行大岡忠相が中心となった江戸の都市政策（町火消の創設、小石川養生所の設置）、西洋知識禁制の緩和（漢訳洋書禁輸の緩和、甘藷栽培など）、商人対策（相対済令、株仲間の公認など）などの諸改革が行われた。また、相対済し令や、公事方御定書発布によって、評定所の負担を軽減するとともに当時の裁判規定を作った。公事方御定書は三奉行、加えて一部の役職に就く者しか閲覧できなかったが、諸藩が極秘裏に写本を入手し、自領内の裁定に活用した。さらに、将軍継嗣を安定して供給するため、清水家・一橋家・田安家のいわゆる御三卿が新設された（正確には、清水家が創設され御三卿となったのは、9代家重期）。幕府財政は一部で健全化し、1744年（延享元年）には江戸時代を通じて最高の税収となったが、税率変更や倹約の徹底により百姓・町民からの不満を招き、百姓一揆・打ちこわしなどが頻発した。もはや米作収入に依存する財政は、矛盾を解消できない段階に到達しつつあった。

### 田沼時代
享保の改革で行われた定免法などの年貢微収法の改革によって9代家重以降の年貢率は享保の改革期の割合を超え、18世紀以降では幕府年貢率のピークを迎えていた。だが当然のことながら、この高年貢率は百姓達からの強い反発を招いており米からの年貢増備による幕府の財政運営は行き詰まりに達していた。この課題への対応を求められたのが田沼時代であった。田沼時代は享保の改革と寛政の改革の間の時代（1751年-1789年）を指す区分である。ただし、田沼意次が権勢を誇った期間を基準とする場合には、定義がいくつかあるが、概ね意次が側用人職に昇格した1767年（明和4年）から意次が失脚する1786年（天明6年）までと説明することが多い。
田沼時代は最初期から天災や飢餓が続出し宝暦・明和期は大旱魃や洪水など天災が多発し、江戸では明和の大火にて死者は1万4700人、行方不明者は4000人を超えた。その後も天災地変は続き、天災・疫病、三原山・桜島・浅間山の大噴火、そして天明の大飢饉が起こった。そのため全国で一揆や打ちこわしが各地で激発した。宝暦から天明期の38年の間に発生した一揆の数は600件近くあり、都市騒擾も150件以上にのぼった。その結果、田沼意次が権勢を握った直後には300万両あった備蓄金は田沼時代の終わりには80万両余にまで激減することとなった。田沼時代とは家重の代までに貯えた備蓄を食いつぶして乗り切った時代だったといえる。田沼時代の各種政策はそれらの幕府財政状況のふまえて考えることが重要である(p62-65)
田沼意次ら田沼時代の老中・勘定奉行達は以上のような諸問題に対処すべく様々な政策を打ち出していった。まず連続する財政赤字に対処することは急務だったため倹約令などの前代以来の財政緊縮政策を継続させた。予算制度を導入し役所経費の削減をはかり、国役普請を復活させ普請の負担を大名に転嫁し災害時の援助金である拝借金を停止した。さらには禁裏財政にも手をかけ支出を抑えようとした。
続いて年貢増備政策は限界に達していたために年貢以外からの増税政策を試みた。内容は株仲間の推奨、銅座などの専売制の実施、鉱山の開発、蝦夷地の開発計画、俵物などの専売、下総国印旛沼や手賀沼の干拓に着手など、田沼時代の財政政策は元禄時代のような貨幣改鋳に頼らない、さまざまな商品生産や流通に広く薄く課税し、金融からも利益を引き出すなどといった大胆な財政政策を試みた。
また、文化面においては田沼時代は新進気鋭の時代であり学問・思想・風俗の面で大きく変容した時代だった。杉田玄白らによる蘭学が確立し学問に科学性が導入されたほか、文芸においては黄表紙や洒落本といった新たなジャンルが成立した。鈴木春信が錦絵の技法を完成させたのもこの時代で、喜多川歌麿・東洲斎写楽によって浮世絵の全盛期の幕開けを迎えることになる。また、西洋画の技法も伝えられ、『解体新書』の解剖図でも知られる洋風画の小田野直武、銅版画の司馬江漢などが活躍している。
これらの田沼時代の大胆な政策はエポック的だと後世に評価されている。だが同時にこれらの大胆な政策は立案、運用は実のところ場当たり的なものも多く、利益よりも弊害の方が目立つようになって撤回に追い込まれるケースも多々あった。さらに幕府に運上金、冥加金の上納を餌に自らの利益をもくろんで献策を行う町人が増え、結果的に幕府も庶民も得にならなかった政策を採用することもあった。そのような町人の献策を幕府内での出世を目当てに採用していく幕府役人が現れた。町人と幕府役人との癒着も目立つようになった。このような風潮は「山師、運上」という言葉で語られた。しだいに利益追求型で場当たり的な面が多く、腐敗も目立つ田沼意次の政策に対する批判が強まっていく(p90-103)。最終的に天明の大飢饉の時の飢饉に対する備蓄の不備などの失政や1786年の関東大洪水、田沼を重用した10代家治の死を契機とした御三家、門閥譜代大名層らによる反田沼活動により田沼は失脚し田沼時代は終焉をむかえる。

### 寛政の改革
天明の大飢饉によって日本の農業人口は大いに打撃を受けていた。1786年の人別帳を見ると、その前の調査年（1780年）と比較して農業人口が140万人も減少している。これは当時の全人口は3千万人の約4.6%の数値となる。この人別帳からいなくなった140万人は、すべてが天明の大飢饉で死んだわけでなく、その多くが人別帳を離れて江戸などの都市へ流入するなどして離村や無宿化し社会問題化していた。幕府財政も天明の大飢饉の被害を受けて1788年（天明8年）には幕府の金蔵は81万両しか残っておらず、さらに天明の大飢饉の損害と将軍家治の葬儀によって幕府財政は百万両の赤字が予想されていた。寛政の改革ではこれら天明の大飢饉の被害への対応と幕府財政の回復が求められることとなった。
天明の大飢饉直後の時期である「寛政の改革」は年貢増徴をおこなえる状況ではなく、「小農経営を中核とする村の維持と再建」に力を注くこととなり、農民の負担を軽減する目的でさまざまな減税・復興政策をおこなった。そのような増税が厳しい状況であった為、老中・松平定信は即効性のある厳しい緊縮政策を実行し財政再建に努めることとなる。結果、幕府の赤字財政は黒字となり、6年たった定信失脚の頃には備蓄金も20万両程に貯蓄することができていた。しかし、倹約令や風俗統制令を頻発したために江戸が不景気になり、市民から強い反発を受けたため、各種の法令を乱発することになった(p102)
なお、通説では定信は田沼意次の経済政策をことごとく覆したとされるが、近年ではむしろ寛政の改革には田沼政権との連続面があったと指摘される。定信は反田沼を唱えたが現実の政治は田沼政治を継承した面が多々みられる。とくに学問・技術・経済・情報等の幕府への集中をはかったことや、富商・富農と連携しながらその改革を実施したことなどは、単なる田沼政治の継承というより、むしろ田沼路線をさらに深化させている。幕府が改革において講じた経済政策は、株仲間や冥加金、南鐐二朱判、公金貸付など、実は田沼政権のそれを継承したものが多かった(p90)。
田沼時代に構想された蝦夷開発を否定したとも通説で言われるが、実際には寛政の改革当時の定信を含め幕閣の間において蝦夷開発構想はむしろ肯定的に支持されていた。藤田覚は蝦夷開発の構想は田沼失脚後も勘定所を中心に老中を含む幕府のかなりの部分にまで支持されて浸透していたと述べている。蝦夷開発は1799年（寛政11年）に東蝦夷地の幕府直轄に、1807年（文化4年）に松前を含む全蝦夷地が幕府直轄地として編入され、最終的に蝦夷地警衛体制の縮小を理由に1821年（文政4年）に中止されるまで続くこととなる。
定信は改革わずか6年目にして失脚して老中を辞任する。これは尊号一件などにより11代将軍・徳川家斉の不興を買ったことなどが理由である。ただしその後も定信派の松平信明が老中首座となる。信明をはじめ戸田氏教、本多忠籌ら定信が登用した老中たちが幕政を主導することになり、これを「寛政の遺老」と呼ぶ。これによって寛政の改革の政策は実質的に継続することとなる。ただし田沼時代に田沼意次を支えた水野忠友や、息子の意正が復権するなど、田沼時代への回帰も見られる。しかし1817年（文化14年）に信明が死去すると、これに前後して他の遺老たちも引退してこの政権も終焉を迎える。

### 天保の改革
松平信明が死去すると将軍家斉（のち隠居して大御所）が自ら政権の表に立つ。ただし実際には、側近である老中・水野忠成が幕政を壟断し、田沼時代を上回る空前の賄賂政治が横行した（→大御所時代）。その水野忠成が死し、大御所家斉も没した後、12代家慶が幕政改革に意欲を見せる。老中として改革を主導したのは忠成の同族の水野忠邦であった。忠邦が主導した諸改革を天保の改革と呼ぶ（1841年 - 1843年）。江川坦庵（英龍）・遠山景元・鳥居忠燿（燿蔵）ら実務派の官僚が採用されたが、内容自体は田沼時代を受けた寛政の改革の再来ともいえ、新味は無かった。主な改革としては、綱紀粛正・倹約令徹底による消費の抑制、人返しの法による都市住民の農村への帰還、株仲間の解散令、棄捐令などである。また対外政策では、大御所時代に出された無二念打払令を改め、無用の戦を避けるため薪水給与令が出され、江川や高島秋帆による西洋砲術導入による国防策も図られた。背景には同時期に清国で勃発したアヘン戦争による危機感があったと思われる。ただし、水野の腹心・鳥居燿蔵は蘭学を嫌い、蛮社の獄を起こした人物でもあり、政権内で不協和音となった。数々の改革も財政の健全化には結びつかず、また倹約令の徹底によって庶民の恨みも買ったことから、水野の求心力は急速に低下した。また、国防上の必要性から江戸・大坂の大名・旗本領を幕府に召し上げようとする上知令を推進しようとしたところ、大名・商人らの猛反撥を招くこととなり、将軍家慶自ら撤回を命ずる事態となり、水野は失脚し、天保の改革はわずか2年にして崩壊した。翌年、対外政策の紛糾により、再度老中に任命されたものの、相変わらず幕閣・大名の不信は強く、1年にして辞任に追い込まれた。

### 幕末の改革
天保の改革が失敗に終わったことにより、幕府は財政・体制ともに壊滅的危機を迎え、同時代の清国やオスマン帝国と同様に、「瀕死の病人」と化した。また、諸外国からの開国要求も盛んとなっていったため、対外政策に関しても改革を行う必要が叫ばれた。水野忠邦失脚後の政局は土井利位、ついで阿部正弘が担うことになる。1853年（嘉永6年）にペリー艦隊が来航した直後、将軍家慶が死去し、病弱な13代家定が跡を嗣ぎ、翌年の日米和親条約締結に伴う政治的混乱の中で、阿部主導による安政の改革が行われた。外様大名（薩摩藩の島津斉彬）や親藩・御三家（越前藩の松平慶永や水戸藩の徳川斉昭など）の幕政への参入や、長崎の海軍伝習所の設置などが行われるが、阿部は1857年（安政4年）、39歳で死去した。
他方で、西南雄藩（薩長土肥）も激しい藩政改革を行い、人材登用を推進し、藩内の「富国強兵」化に努めた結果、文久期以降に中央政局を左右するようになった。そのため、「安政の改革」は主として西南雄藩による藩政改革を指すという見方もある。
阿部の死後は堀田正睦が改革を主導したが、条約勅許をめぐる朝廷との対立や、病弱な将軍の後継を巡る一橋派（後の15代将軍・徳川慶喜を推す勢力）と南紀派（後の14代将軍・徳川慶福（家茂）を推す勢力）との対立（将軍継嗣問題）、また外様や御三家の幕政介入に反撥した譜代大名の筆頭井伊直弼が大老に就任したことにより改革は挫折し、かえって井伊による安政の大獄を招くこととなった。しかし井伊は桜田門外の変で暗殺され、老中久世広周・安藤信正らに主導権は移る。
幕府権威の低下を防ぐため、安藤らは将軍家茂と皇女和宮親子内親王の婚姻で公武合体による幕権強化策を図るが、折から澎湃として沸き起こった尊王攘夷運動の志士たちから反撥を受け、坂下門外の変により安藤が失脚、公武合体は頓挫する。もはや幕政の混乱、幕府権威の低下は誰の目にも明らかであった。
そんな中、文久2年（1862年）薩摩藩主の父島津久光が朝廷を動かして勅使（大原重徳）を出させ、幕府に改革を迫るという事態が発生する（→文久の改革）。政事総裁職（松平慶永）・将軍後見職（徳川慶喜）・京都守護職（会津藩主松平容保）などが新設される。しかし、外様大名や朝廷の介入による幕政改革の強制は幕府権威をいっそう低下させ、これにより幕府崩壊の方向性は決定的となった。また翌年、将軍家茂が上洛すると、幕府権力が京都と江戸で分裂することになり、京都政界を主導する徳川慶喜・松平容保らと、江戸の留守を守る譜代大名・旗本らとの亀裂も生じた。
1866年（慶応2年）には既にイギリスのオリエンタル・バンクの支店が横浜に設立されていたと言われ、幕府は長州藩に対抗するため、同年8月、同銀行と600万ドルの借款契約を締結した。
2度に及ぶ長州征伐が失敗に終わり、将軍家茂の病死によって慶喜が将軍となると、慶応3年（1867年）に、最後の改革となる慶応の改革が行われ、陸軍・海軍・国内事務・外国事務・会計の各総裁が置かれるなど官制の変更やナポレオン3世の援助によるフランス軍制の導入が行われたが、もはや焼け石に水であった。同年11月9日（旧暦10月14日）、慶喜は大政奉還を宣言し、翌1868年5月3日（旧暦4月11日）には江戸城が新政府（明治政府）軍に占領され、江戸幕府は265年間に及ぶ歴史に幕を下ろした。(→明治維新)